# Fonte documental
Fonte documental é a origem de uma informação, especialmente para fins de investigação, quer seja em jornalismo, historiografia ou produção de literatura acadêmica em geral. Em determinados contextos, os termos autor e fonte são sinônimos. Na historiografia, especificamente, há o termo documento histórico, como são chamadas tais fontes.
As fontes documentais podem ser primárias, secundárias, ou terciárias.

## Fonte primária
Uma fonte primária em historiografia é um documento ou qualquer fonte cuja origem remonta, grosso modo, à época que se está pesquisando, freqüentemente produzida pelas próprias pessoas estudadas. São exemplos comuns de fontes primárias:
- correspondências e diários
- assentos de registros públicos ou privados (civis, imobiliários, censitários, financeiros etc.)
- periódicos
- textos literários e narrativos

## Fonte secundária
Uma fonte secundária consiste em todo trabalho que se baseia em outro, este sendo a fonte original ou primária. Tem como característica o fato de não produzir uma informação original, mas sobre ela trabalhar, procedendo a análise, ampliação, comparação, etc.
A fonte secundária compõe-se de elementos derivados das obras originais, refere-se a trabalhos escritos com o objetivo de analisar e interpretar fontes primárias e, normalmente, com o auxílio e consulta de outras obras consideradas, também, fontes secundárias.
A Historiografia considera fontes secundárias todos os escritos não contemporâneos aos fatos que narra.
A maioria dos trabalhos acadêmicos hoje publicados são fontes secundárias ou mesmo terciárias. Uma fonte secundária ideal geralmente é caracterizada por reportar dados oriundos de fontes primárias, bem como por analisar, interpretar e avaliar os eventos que são objeto de estudo.

## Fonte terciária
Uma fonte terciária' é uma seleção e compilação de fontes primárias (material original sobre alguma informação) e secundárias (comentários, análises e crítica baseados nas fontes primárias). Enquanto a diferenciação entre as fontes primária e secundária é essencial na historiografia, a distinção entre estas e as fontes terciárias é mais superficial.
Exemplos típicos de fontes terciárias são as bibliografias, listas de leituras e artigos sobre pesquisas. As enciclopédias e manuais de instrução são exemplos de peças que reúnem tanto fontes secundárias como terciárias, apresentando por um lado comentários e análises, e por outro tratando de proporcionar uma visão resumida do material disponível sobre a matéria.